# Джеймс Бітті
Дже́ймс Бі́тті (англ. James Beattie, нар. 27 лютого 1978, Ланкастер) — англійський футболіст, нападник. Граючий тренер «Аккрінгтон Стенлі».
Значну частину кар'єри провів у «Саутгемптоні», також виступав за національну збірну Англії.

## Клубна кар'єра
Народився 27 лютого 1978 року в місті Ланкастер. Навчався в Блекберні, в гімназії імені королеви Єлизавети, де проявив себе як перспективного плавця. Однак, отримавши травму плеча, Джеймс вирішив займатися футболом.
Влітку 1995 року Бітті отримав пропозицію пройти стажування в «Блекберні». Тренери оцінили талант молодого футболіста та взяли його в команду. Дебют Бітті у складі «Роверс» відбувся 12 жовтня 1996 року в поєдинку проти лондонського «Арсеналу». За два сезони нападник провів лише 4 зустрічі та влітку 1998 року був виставлений на трансфер.
Наступним клубом Джеймса став «Саутгемптон». Але через низку травм гравець пропустив велику кількість матчів у дебютному сезоні. Протягом 18 місяців він не міг забити і лише восени 2001 року Бітті проявив бомбардирські здібності, забивши 10 м'ячів у 10 матчах. Сезон 2001/02 футболіст завершив, маючи в активі 15 м'ячів. У наступному сезоні форвард домігся максимального успіху, ставши найкращим бомбардиром Прем'єр-ліги з 23 голами. «Саутгемптон» своєю чергою фінішував 8-м і взяв участь у фіналі Кубка Англії.
На початку 2005 року Джеймс Бітті став гравцем «Евертона», який заплатив за нього рекордну для себе суму — 6 мільйонів фунтів стерлінгів. Залишок сезони він провів не найкращим чином, часто залишаючись поза заявки. Сезон 2005/06 гравець провів на звичному рівні, забивши 10 м'ячів та ставши найкращим бомбардиром «ірисок». Після того, як менеджером «Евертона» став Девід Моєс, нападник все рідше отримував ігрову практику та незабаром став підшукувати інші варіанти продовження кар'єри.
У серпні 2007 року Бітті приєднався до «Шеффілд Юнайтеда» з Чемпіоншіпа. У новій команді йому вдалося вийти на перші ролі. У підсумку 12 січня 2009 відбулося повернення Джеймса в Прем'єр-лігу — «Сток Сіті» заплатив «Шеффілду» 3,5 мільйона фунтів. Півтора сезону в «Стоку» пройшли для гравців не занадто продуктивно — 9 м'ячів у 38 зустрічах. І влітку 2010-го він перебрався в шотландський «Рейнджерс», у складі якого провів 9 матчів, після чого його віддали в оренду в «Блекпул», однак і тут йому не вдалося відзначитися голами.
2011 року Джеймс повернувся в «Шеффілд». Але цього разу все склалося зовсім інакше, ніж два роки тому. У сезоні він провів 18 матчів, не забивши жодного м'яча в лізі, після чого покинув команду.
9 листопада 2012 року підписав угоду з «Аккрінгтон Стенлі» з четвертого за рівнем дивізіону. 13 травня 2013, після того к було звільнено попереднього менеджера клубу Ліма Річардсона, Бітті став граючим тренером клубу. Наразі встиг відіграти за команду з Аккрінгтона 25 матчів в національному чемпіонаті.

## Виступи за збірні
Перший матч за збірну Англії Джеймс провів 12 лютого 2003 року в товариській грі проти збірної Австралії, яка завершилась несподіваною поразкою європейців з рахунком 1:3. Бітті відіграв перший тайм і в перерві був замінений на Френсіса Джефферса, який забив єдиний м'яч збірної Англії в цьому двобої. 2003 року Джеймс провів 5 матчів за збірну, однак при оголошенні заявки на участь у Чемпіонаті Європи 2004 року головний тренер англійців Свен-Йоран Ерікссон віддав перевагу йому Емілю Хескі. Після того Бітті до складу збірної не викликався.

## Статистика виступів

### Статистика клубних виступів
| Сезон   | Команда             | Чемпіонат        | Pres. | Голів |
| ------- | ------------------- | ---------------- | ----- | ----- |
| 1996-97 | «Блекберн Роверз»   | Прем'єр-ліга     | 1     | 0     |
| 1997-98 | «Блекберн Роверз»   | Прем'єр-ліга     | 3     | 0     |
| 1998-99 | «Саутгемптон»       | Прем'єр-ліга     | 35    | 5     |
| 1999-00 | «Саутгемптон»       | Прем'єр-ліга     | 18    | 0     |
| 2000-01 | «Саутгемптон»       | Прем'єр-ліга     | 35    | 11    |
| 2001-02 | «Саутгемптон»       | Прем'єр-ліга     | 28    | 12    |
| 2002-03 | «Саутгемптон»       | Прем'єр-ліга     | 38    | 23    |
| 2003-04 | «Саутгемптон»       | Прем'єр-ліга     | 37    | 14    |
| 2004-05 | «Саутгемптон»       | Прем'єр-ліга     | 11    | 3     |
| 2004-05 | «Евертон»           | Прем'єр-ліга     | 11    | 1     |
| 2005-06 | «Евертон»           | Прем'єр-ліга     | 32    | 10    |
| 2006-07 | «Евертон»           | Прем'єр-ліга     | 33    | 2     |
| 2007-08 | «Шеффілд Юнайтед»   | Чемпіоншіп       | 39    | 22    |
| 2008-09 | «Шеффілд Юнайтед»   | Чемпіоншіп       | 23    | 12    |
| 2008-09 | «Сток Сіті»         | Прем'єр-ліга     | 16    | 7     |
| 2008-09 | «Сток Сіті»         | Прем'єр-ліга     | 22    | 2     |
| 2010-11 | «Рейнджерс»         | Прем'єр-ліга     | 7     | 0     |
| 2010-11 | «Блекпул»           | Прем'єр-ліга     | 7     | 0     |
| 2011-12 | «Шеффілд Юнайтед»   | Перша ліга (III) | 18    | 0     |
| 2012-13 | «Аккрінгтон Стенлі» | Друга ліга (IV)  | 25    | 6     |

### Тренерська
| Клуб                | З              | По     | Результат | Результат | Результат | Результат | Результат | Результат | Результат | Результат |
| Клуб                | З              | По     | І         | В         | Н         | П         | ГЗ        | ГП        | РГ        | В %       |
| ------------------- | -------------- | ------ | --------- | --------- | --------- | --------- | --------- | --------- | --------- | --------- |
| «Аккрінгтон Стенлі» | 13 травня 2013 | Нині   | 24        | 6         | 5         | 13        | 22        | 32        | −10       | 25,00     |
| Всього              | Всього         | Всього | 24        | 6         | 5         | 13        | 22        | 32        | —         | 25,00     |